# MTV Europe Music Award al mejor artista ruso
La siguiente es una lista de los ganadores y nominados por el MTV Europe Music Award de Mejor artista ruso.

## 2000's
| Año  | Ganador           | Nominados                                                   |
| ---- | ----------------- | ----------------------------------------------------------- |
| 2001 | Alsou             | - Bi-2 - Mumiy Troll - t.A.T.u. - Zemfira                   |
| 2002 | Diskoteka Avariya | - Ariana - Epidemia - Kasta - t.A.T.u.                      |
| 2003 | Glukoza           | - Diskoteka Avariya - Leningrad - Splean - t.A.T.u.         |
| 2004 | Zveri             | - Dolphin - Glukoza - Leningrad - Via Gra                   |
| 2005 | Dima Bilan        | - Nu Virgos - Uma2rman - Vyacheslav Butusov - Zemfira       |
| 2006 | Dima Bilan        | - Gorod 312 - Valeri Meladze - t.A.T.u. - Uma2rman          |
| 2007 | Dima Bilan        | - A-Studio - Sergey Lazarev - MakSim - Nu Virgos            |
| 2008 | Dima Bilan        | - Band'Eros - Sergey Lazarev - Timati - Nastya Zadorozhnaya |
| 2009 | Dima Bilan        | - Centr - Kasta - Sergey Lazarev - Timati                   |

## 2010's
| Año  | Ganador    | Nominados                                 | Prenominados |
| ---- | ---------- | ----------------------------------------- | ------------ |
| 2010 | Dima Bilan | - A-Studio - Noize MC - Serebro - Timati  |              |
| 2011 | Nyusha     | - Gradusi - Kasta - Machete - Timati      |              |
| 2012 | Dima Bilan | - Kasta - Nervy - Serebro - Zhanna Friske |              |
| 2013 | Zemfira    | - Basta - Ivan Dorn - Nyusha - Yolka      |              |
| 2014 | Nyusha     | - Serebro - Kasta - Noize MC - Bianka     | - Pizza      |